# Taboukert
Taboukert (ou Tabuqirt), (en Berbère : ⵜⴰⴱⵓⵇⵉⵔⵜ) est un village situé dans la commune de Tizi Rached dans la wilaya de Tizi Ouzou en Kabylie . Il est traversé par la route nationale N12 et le fleuve Sebaou (Amraoua).
Le village possède un bon lieu géographique grâce à la route nationale N12 qui relie la wilaya de Tizi Ouzou à la wilaya de Béjaia et qui permet à ces habitants de se déplacer facilement dans la wilaya (18 KM à l'Est du chef-lieu de la wilaya).
Le village est plutôt connu grâce à son marché hebdomadaire qui est devenu populaire au fil du temps  (marché de Taboukert), et aussi les entreprises de différentes constructions qui siègent dans ce village.[réf. souhaitée]